# Пескате
Пескате (італ. Pescate) — муніципалітет в Італії, у регіоні Ломбардія, провінція Лекко.
Пескате розташоване на відстані близько 510 км на північний захід від Рима, 45 км на північ від Мілана, 2 км на південь від Лекко.
Населення — 2149 осіб (2014).
Покровитель — Santa Teresa.

## Демографія
Населення за роками:

Станом на 1 січня 2023 року в муніципалітеті офіційно проживало 175 іноземців з 31 країни, серед них 25 громадян країн Євросоюзу та 3 громадяни України.

## Сусідні муніципалітети
- Гальб'яте
- Гарлате
- Лекко